# Jaume Betriu i Armengol
Jaume Betriu i Armengol   (la Seu d'Urgell, 9 d'abril de 1987) és un antic pilot d'enduro català que va ser dues vegades subcampió del món en categoria E3 (2020-2021). Al llarg de la seva carrera va obtenir onze campionats d'Espanya d'enduro i un de Cross Country. Va participar també amb èxit en dues edicions del Ral·li Dakar, on va guanyar la categoria "Marató" i va ser nominat "debutant de l'any" a la primera (2020). Fins a la temporada del 2024 fou membre de l'equip oficial de KTM WP Eric Auge team, amb el qual participava en els campionats estatal i mundial d'enduro amb una KTM 500 EXC-F, un model no gaire usual en les curses a causa de la seva extrema potència.
A començaments del 2025, Betriu va anunciar que es retirava de les competicions i al cap de poc va fitxar per la federació espanyola (RFME) com a nou seleccionador estatal d'enduro.

## Biografia
De jove, Jaume Betriu va destacar com a futbolista i va estar vivint quatre anys a Lleida mentre jugava amb el Futbol Club Lleida enquadrat a les categories inferiors (des de cadets fins a juvenils). El darrer any com a juvenil, però, va tenir una forta lesió al pubis i va haver de tornar a casa, on mentre es recuperava va començar a anar amb moto (el seu pare era un gran aficionat al motociclisme). A 18 anys, cap al 2005, Betriu va decidir deixar el futbol i competir al campionat de Catalunya de motocròs de 125 cc. L'any següent ja va passar al campionat d'Espanya amb una 250cc 4T.
El 2012, mentre seguia competint en motocròs (acabà el cinquè al campionat d'Espanya en MX Elite), Husaberg li oferí suport per a participar al campionat d'Espanya de Cross Country a l'hivern amb una moto de 450 cc. Betriu va guanyar el campionat a la primera i, gràcies a això, Husaberg Espanya li oferí de participar al campionat d'Espanya d'enduro dins el seu equip, permetent-li seguir al de motocròs amb KTM. De cara al 2013, Husaberg li oferí de competir només en enduro amb una 350cc. Va ser llavors quan Betriu va decidir de dedicar-se exclusivament al motociclisme com a pilot professional. El 2014 ja fou subcampió d'Espanya d'E1 i quart en aquesta mateixa categoria als ISDE de l'Argentina.
El 2015 Betriu va passar a l'equip de Husqvarna Espanya i va guanyar el campionat estatal tant en categoria E2 com Scratch (absolut). A banda, va formar part de l'equip que va guanyar el trofeu per equips de marca als ISDE, celebrats a Košice, Eslovàquia. El 2016 va tornar a canviar d'equip, aquest cop a KTM Espanya (de fet era només un canvi de marca, ja que Husqvarna i KTM pertanyen al mateix fabricant, l'austríac Pierer). Allà hi tenia de company el campió del món Ivan Cervantes. Aquell primer any amb la marca ja va guanyar el seu primer títol de campió d'Espanya d'E3, així com l'Scratch. El 2017 els revalidà tots dos.
El 2018 va canviar de classe, passant a E2, i va tornar a guanyar-ne el campionat d'Espanya. El 2019, però, va acabar el campionat en quarta posició. L'any següent, 2020, va tornar a E3 i en tornà a ser campió d'Espanya i, a més, subcampió del món per darrere de Bradley Freeman, un èxit que repetí el 2021.

### Participacions al Ral·li Dakar
Jaume Betriu participà al Ral·li Dakar en dues edicions, 2020 i 2021. A la primera hi acabà el catorzè i fou nominat Rookie of the Year (debutant de l'any) després de guanyar la categoria Marathon. A la segona acabà en dotzena posició. De cara al 2022, però, anuncià que no hi participaria per manca de suport econòmic.

## Vida personal
Nascut a la Seu d'Urgell, Jaume Betriu viu a Coll de Nargó. La seva parella sentimental és la multi-campiona del món de trial i enduro femení Laia Sanz.

## Palmarès
Font:
- 1 Campionat d'Espanya de Cross Country (2012)
- 11 Campionats d'Espanya d'enduro:
  - 2 E2 (2015, 2018)
  - 6 E3 (2016-2017, 2020-2023)
  - 3 Scratch (2015-2017)
- Altres:
  - Membre de l'equip de marca guanyador dels ISDE el 2015 (Husqvarna)
  - 2 Subcampionats del Món d'E3 (2020-2021)[3]
  - Premi al millor pilot privat del mundial d'EnduroGP (2017)
  - Guanyador de la categoria Marathon i Rookie of the Year al Ral·li Dakar del 2020[4][12]